# Hautbos
Hautbos ist eine französische Gemeinde mit 191 Einwohnern (Stand 1. Januar 2022) im Département Oise in der Region Hauts-de-France. Die Gemeinde liegt im Arrondissement Beauvais und ist Teil der Communauté de communes de la Picardie Verte und des Kantons Grandvilliers.

## Geographie
Die Gemeinde liegt südöstlich von Feuquières rund acht Kilometer südwestlich von Grandvilliers. Zu Hautbos gehört der Weiler La Dreue im Osten des Gemeindegebiets.

## Einwohner
| 1962 | 1968 | 1975 | 1982 | 1990 | 1999 | 2006 | 2011 |
| ---- | ---- | ---- | ---- | ---- | ---- | ---- | ---- |
| 116  | 101  | 96   | 103  | 109  | 117  | 126  | 148  |